# Spolek výtvarných umělců Mánes
Spolek výtvarných umělců Mánes (SVU Mánes, Mánes) byl založen v roce 1887, jeho účelem bylo diskutovat a přednášet o umění, jak českém tak evropském, vydávat časopisy Volné směry (1897–1949), Styl (1909–1913, 1920–1938), umělecké publikace a pořádat výstavy.

## Historie

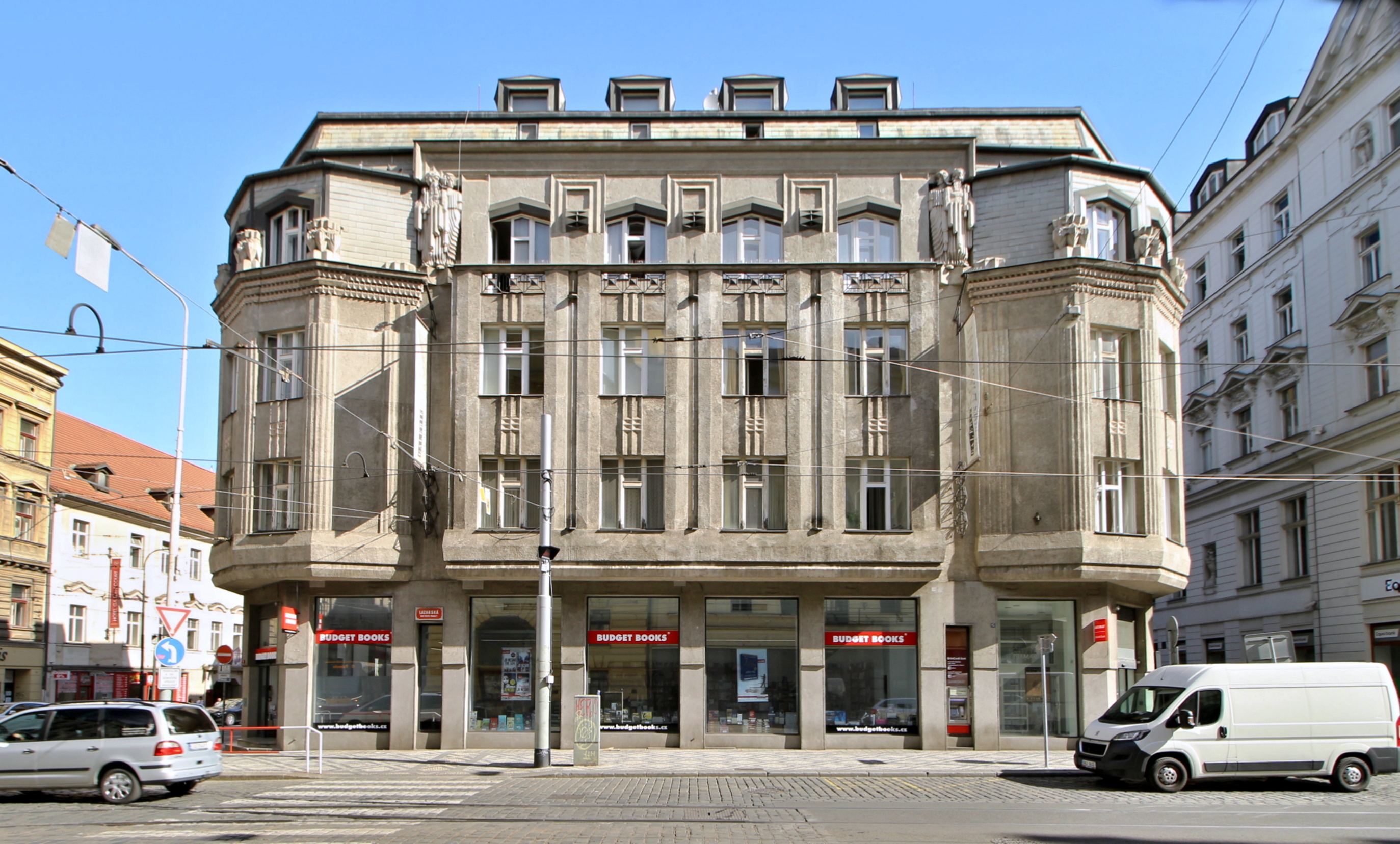
Palác Diamant v Lazarské ulici, sídlo galerie S.V.U. Mánes

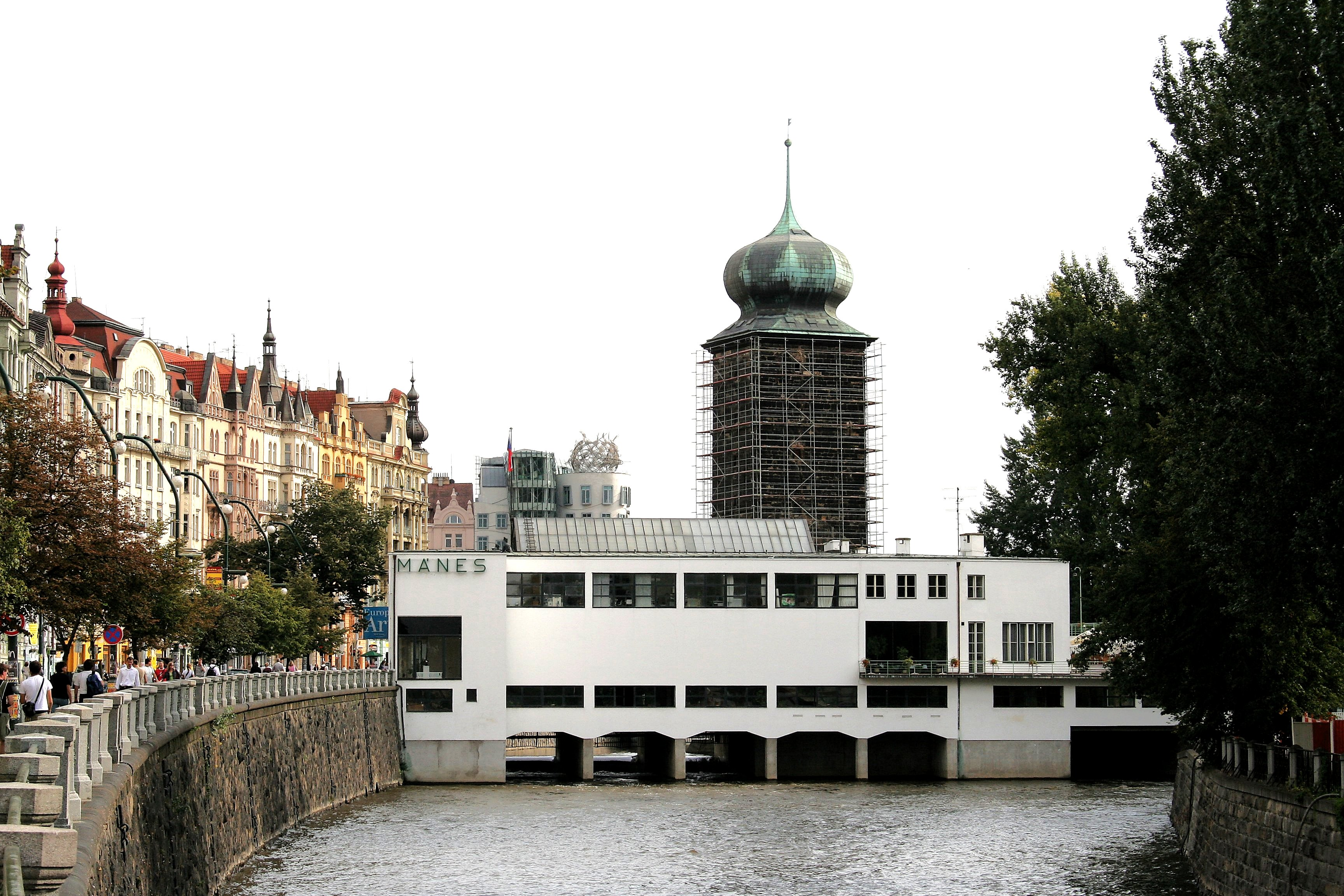
Funkcionalistický komplex Mánes nad Vltavou

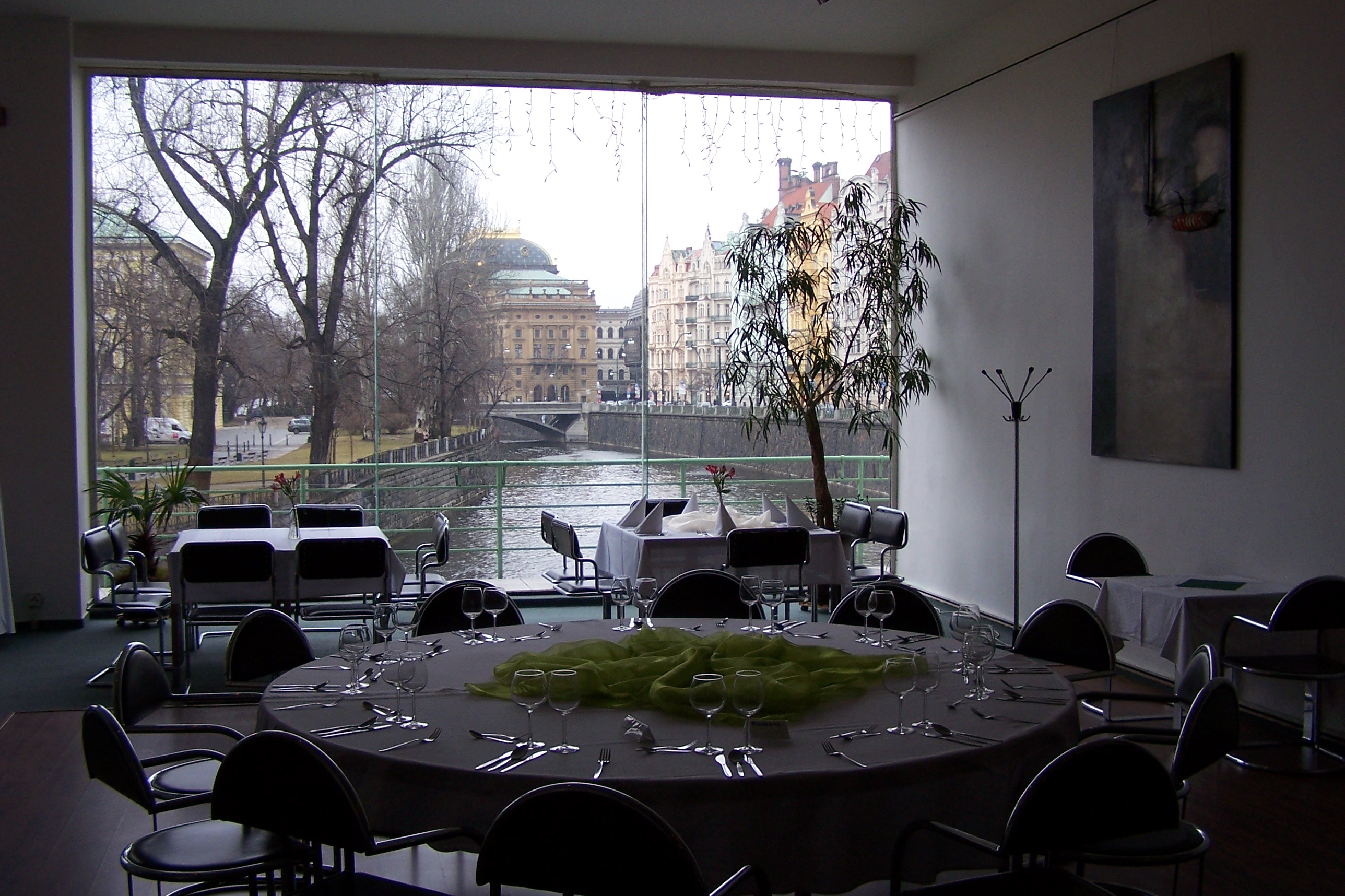
Pohled do interiéru budovy s Národním divadlem v pozadí

Přímým předchůdcem byl spolek mladých českých výtvarníků studujících na akademii v Mnichově Škréta.
Pro mladé malíře byly tehdejší poměry na pražské Akademii příliš konzervativní[zdroj?] a proto odcházeli studovat do Mnichova a později do Paříže. Mezi členy mnichovského spolku byli například Antonín Hudeček, Luděk Marold, Alfons Mucha, Antonín Slavíček, Joža Uprka. Po změně poměrů v Akademii se někteří vrátili do Prahy a stali se zakladateli SVU Mánes.
Iniciátory vzniku spolku Mánes byli malíři Jaroslav Špillar, Karel Záhorský (1870–1902), Jan Minařík a Jan František Gretsch. Po předchozím schválení pražským místodržitelstvím se zakládající schůze konala 27. dubna 1887 v hospodě U Ježíška v pražské Spálené ulici. Spolek se pojmenoval po malíři Josefu Mánesovi. Prvním předsedou byl v nepřítomnosti zvolen Mikoláš Aleš, redaktory se stali Luděk Marold a Theodor Hilšer. Byli zvoleni i další členové výboru.
První výstavou, kterou spolek pořádal, byla v roce 1896 souborná výstava Mikoláše Alše v Topičově salonu.
V roce 1898 proběhla na stejném místě první a druhá členská výstava SVU Mánes, uvedená plakáty Arnošta Hofbauera.
Otevření kulturního obzoru, cesty umělců do zahraničí, zprávy o nich a výstavy přinesly podněty českému umění – jako například secesi, impresionismus, kubismus.
V létě roku 1902 pořádal Mánes výstavu soch Augusta Rodina, výstavu ruského umění v roce 1904, v roce 1905 výstavu maleb Edvarda Muncha, francouzských impresionistů v roce 1907, vedle výstav německého, polského, chorvatského, dánského, anglického umění. Významní umělci a architekti 20. století byli zahraničními členy SVU Mánes. Patřili k nim, kromě Rodina a Muncha, např. Henri Matisse, Pablo Picasso, Marc Chagall, Salvador Dalí, Frank Lloyd Wright, Le Corbusier, Walter Gropius a další.
SVU Mánes vydával edici Zlatoroh – sbírka ilustrovaných monografií, kterou vedl Max Švabinský.

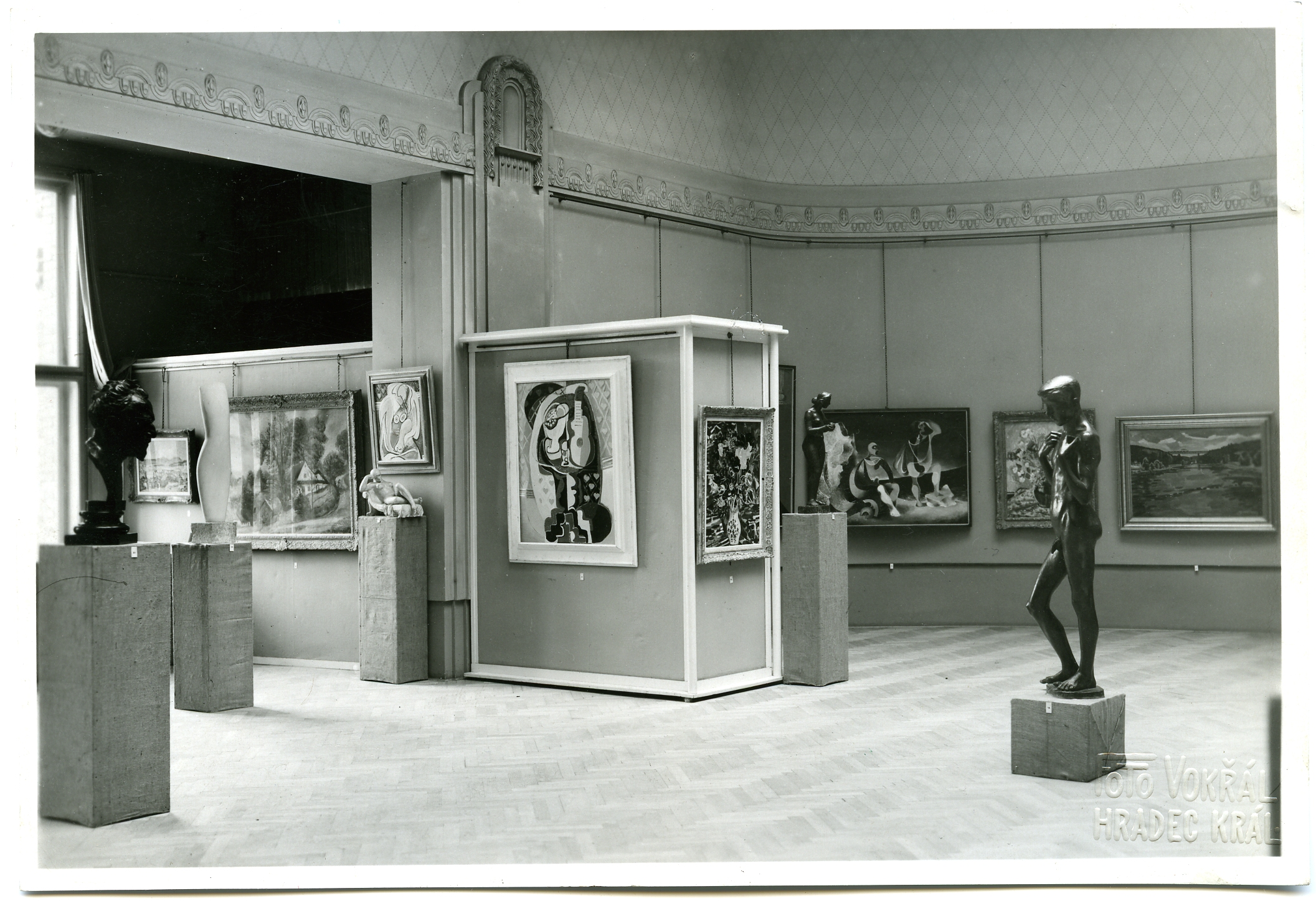
Souborná výstava v roce 1935 v muzeu v Hradci Králové

Souborné výstavy SVU Mánes se opakovaně konaly v muzeu v Hradci Králové, a to v letech 1902, 1925/1926, v roce 1926 členská výstava grafiků a v roce 1935 souborná výstava obrazů a plastik. Po druhé světové válce ještě proběhla souborná výstava v roce 1949.
Po únoru 1948 byl SVU Mánes v roce 1956 rozpuštěn, na jeho místo funkcionáři komunistického režimu dosadili Český fond výtvarných umění (ČFVU). Tehdy sice už v SSSR, který určoval dění ve svých satelitech, probíhala krátká doba „tání“, ta ale do socialistického Československa dorazila se zpožděním až počátkem 60. let.

## Současnost

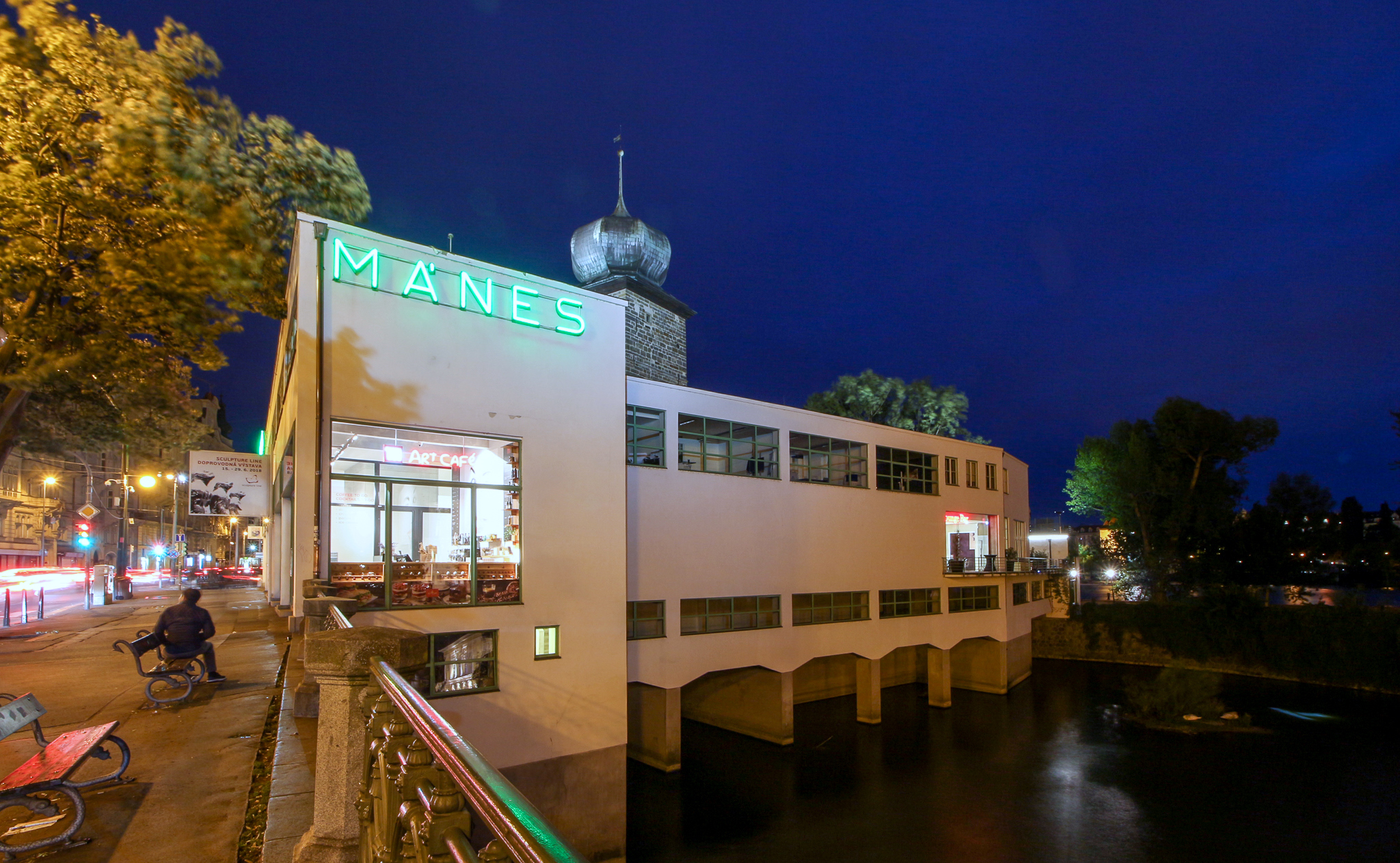
Večerní Mánes

V roce 1990 byla činnost spolku S.V.U. Mánes obnovena 22 tehdy žijícími členy. Jeho předsedou se stal architekt Jiří Novotný, syn autora projektu budovy SVU Mánes, arch. Otakara Novotného; po smrti arch. Jiřího Novotného, byl jedním z předsedů spolku jeho syn, architekt Tomáš Novotný (v letech 2011–2013), který je i dědicem autorských práv k projektu budovy.[zdroj?] Od roku 2015 je předsedou spolku Ivan Exner.

V důsledku dlouhotrvajících, dosud neukončených, majetkových sporů mezi obnoveným SVU Mánes a Nadací Český fond umění, resp. Nadací českého výtvarného umění, pořádá SVU Mánes výstavy a další kulturní akce v Galerii Diamant, Lazarská č. 82/1, Praha 1. Pro své členy a přátele vydává spolek od roku 1997 Listy S.V.U. Mánes.

## Budova spolku Mánes
Šítkovský mlýn na dnešním Masarykově nábřeží v Praze je doložen od 12. století, rozšířen v roce 1495 o vodárnu a Šítkovskou vodárenskou věž. Následující přestavby respektovaly vodárenskou věž s barokní střechou. Vodárna zásobovala čtyři městské kašny.
V letech 1928–1930 na tomto místě vystavěl spolek Mánes s finanční podporou prezidenta T. G. Masaryka funkcionalistický komplex restaurace, klubovny a výstavní síně, navržený Otakarem Novotným.

## Členové
Historický seznam všech řádných členů uvádí spolek na své webové stránce.
V roce 2013 vytvořili bývalí členové SVU Mánes, kteří byli za svou kritiku vyloučeni nebo sami na protest odešli, Volné sdružení M.